# Andrew Ainslie Common
Andrew Ainslie Common, FRS, angleški ljubiteljski astronom, * 1841, Newcastle upon Tyne, Anglija, † 1903, Ealing, London, Anglija.
Common je bil med letoma 1895 in 1896 predsednik Kraljeve astronomske družbe.
1. ↑  https://link.springer.com/referenceworkentry/10.1007/978-0-387-30400-7_294